# Szponnik cynamonowy
Szponnik cynamonowy (Macronyx grimwoodi) – gatunek ptaka z rodziny pliszkowatych (Motacillidae). Występuje w południowej Demokratycznej Republice Konga, w części Angoli oraz w skrajnie północno-zachodniej części Zambii. Wedle IUCN ma status gatunku najmniejszej troski (LC, Least Concern).

## Taksonomia
Po raz pierwszy gatunek opisał Constantine Walter Benson w 1955. Holotyp pochodził z równiny Chitunta w dystrykcie Mwinilunga w północno-zachodniej Zambii (wówczas Rodezji Północnej). Autor nadał nowemu gatunkowi nazwę Macronyx grimwoodi. Jest ona obecnie (2021) podtrzymywana przez Międzynarodowy Komitet Ornitologiczny. Uznaje on szponnika cynamonowego za gatunek monotypowy, podobnie jak autorzy HBW. Proponowany podgatunek M. g. cuandocubangensis (Da Rosa Pinto, 1968), opisany z prowincji Cuando-Cubango w Angoli, przeważnie nie jest uznawany.

## Morfologia
Długość ciała wynosi 19,5–21 cm, masa ciała u 3 osobników: 46,5, 47,8 i 49 g. Obszar od czoła po płaszcz, barkówki, kuper, pokrywy nadogonowe i skrzydłowe oraz najbardziej wewnętrzne lotki II rzędu pokrywają szerokie czarne i płowe pasy. Pokrywy skrzydłowe mniejsze są czarne z białymi końcówkami. Ogon czarny, najbardziej zewnętrzne sterówki są białe, drugie i trzecie od zewnątrz mają białe końcówki. Pasek oczny, boki głowy, pokrywy uszne i spód ciała mają intensywnie płową barwę, czasami z różowym nalotem. Brodę i gardło wyróżnia intensywny łososioworóżowy kolor. Boki szyi, pierś i boki pokrywają czarne pasy. Pokrywy podskrzydłowe i lotki III rzędu białe. Tęczówka brązowa, dziób różowawy (żuchwa barwy od szarej po białawą), nogi i stopy czerwonobrązowe.

## Zasięg występowania
Zasięg występowania szponnika cynamonowego obejmuje obszar od południowej Demokratycznej Republiki Konga na południe po zachodnio-centralną i wschodnią Angolę oraz skrajnie północno-zachodnią część Zambii. Według szacunków teren ten pokrywa 828 tys. km².

## Ekologia i zachowanie
Szponnik cynamonowy jest endemitem dambo. Występuje na podmokłych terenach trawiastych, szczególnie w okolicy strumieni, rzek, rowów drenażowych i trawiastych zagłębień. Ptaki tego gatunku odnotowywano na wysokości od 800 do 1500 m n.p.m. Wybierają bardziej wilgotne środowiska niż sympatryczne szponniki żółtobrewe (M. fuelleborni). Żywią się niewielkimi chrząszczami (w tym ryjkowcami), prostoskrzydłymi i innymi owadami. W Demokratycznej Republice Konga w lutym (pora deszczowa) odnaleziono gniazdo zawierające 2 jaja, jednak nie opisano go dokładniej. Poza tym brak informacji o lęgach. W Angoli okres lęgowy zaczyna się prawdopodobnie w październiku.

## Status i zagrożenia
IUCN od 2022 nadaje szponnikowi cynamonowemu status gatunku najmniejszej troski (LC, Least Concern). Wcześniej był on klasyfikowany jako gatunek niedostatecznie rozpoznany (DD, Data Deficient). Ze względu na brak dowodów na spadki liczebności bądź istotne zagrożenia dla gatunku BirdLife International uznaje trend liczebności populacji za prawdopodobnie stabilny. Potencjalne zagrożenia dla szponników cynamonowych są słabo poznane. Być może należy do nich wypalanie traw i inne niekorzystne przekształcanie środowiska, jednak dambo uznawane jest za formację roślinną nienadającą się do uprawy roli i tym samym dość bezpieczną od ludzkich działań.